# Station Zebrzydowa
Station Zebrzydowa is een spoorwegstation in de Poolse plaats Zebrzydowa.